# Pieni Lamposaari (ö i Norra Savolax, Kuopio)
Pieni Lamposaari är en ö i Finland. Den ligger i sjön Syväri och i kommunen Kuopio i den ekonomiska regionen  Kuopio ekonomiska region  och landskapet Norra Savolax, i den centrala delen av landet, 400 km nordost om huvudstaden Helsingfors. Öns area är 1,3 hektar och dess största längd är 240 meter i sydöst-nordvästlig riktning.